# Aneuretopsychidae
Aneuretopsychidae — вимерла родина скорпіонових мух, що існувала в пізній юрі та першій половині крейди (165—95 млн років тому). Викопні рештки представників родини знайдено в Китаї, Казахстані, Росії та М'янмі.

## Опис
Aneuretopsychidae мали довгий хоботок, який, ймовірно, дозволяв їм висмоктувати солодкуваті виділення з шишок голонасінних рослин. Хоботок Aneuretopsychidae складався з двох стулок — подовжених галеа (зовнішні придатки максилл). Під цими стулками знаходився непарний стилетоподібний придаток з харчовим каналом всередині — гіпофаринкс. Максилярні щупики були вкороченими. Довжина хоботка становила 3-3,8 мм.

## Роди
- AneuretopsycheRasnitsyn et Kozlov, 1990[3]
  - Aneuretopsyche minima Rasnitsyn et Kozlov, 1990
  - Aneuretopsyche rostrata Rasnitsyn et Kozlov, 1990
  - Aneuretopsyche vitimensis Rasnitsyn et Kozlov, 1990
- Burmopsyche Zhao et al., 2020
  - Burmopsyche bella Zhao et al., 2020
  - Burmopsyche xiai Zhao et al., 2020
- Jeholopsyche Ren et al., 2009
  - Jeholopsyche bella Qiao et al., 2012[4]
  - Jeholopsyche completa Qiao et al., 2012
  - Jeholopsyche liaoningensis Ren et al., 2009
  - Jeholopsyche maxima Qiao et al., 2012